# Tillyardomyia gracilis
Tillyardomyia gracilis är en tvåvingeart som beskrevs av Tonnoir 1927. Tillyardomyia gracilis ingår i släktet Tillyardomyia och familjen svävflugor. Inga underarter finns listade i Catalogue of Life.